# Uragano Cuba-Brownsville
L'uragano Cuba-Brownsville è stato un uragano atlantico di categoria 5 sulla scala Saffir-Simpson che si è sviluppato tra agosto e settembre del 1933 e ha colpito principalmente Cuba e la città texana di Brownsville. Ottava tempesta tropicale e quarto uragano della stagione 1933, è stato il primo dei due uragani di categoria 5 di quell'anno – il secondo colpì la penisola dello Yucatán nella seconda metà di settembre.
Si originò come tempesta tropicale il 22 agosto 1933 a metà percorso tra Capo Verde e le piccole Antille, evolvendosi in direzione ovest e intensificandosi rapidamente in uragano nei pressi delle isole Turks e Caicos, toccando il 31 agosto il picco d'intensità con venti fino a 260 km/h, raggiungendo la categoria 5. Il giorno seguente, dopo essersi indebolito, colpì Cuba, approdando nella parte settentrionale dell'isola. Dopo aver lasciato Cuba, attraversò il golfo del Messico, intensificandosi nuovamente, per poi colpire Brownsville il 5 settembre come uragano di categoria 3. Causò 179 morti e migliaia di dollari di danni tra Cuba e il Texas.

## Storia meteorologica

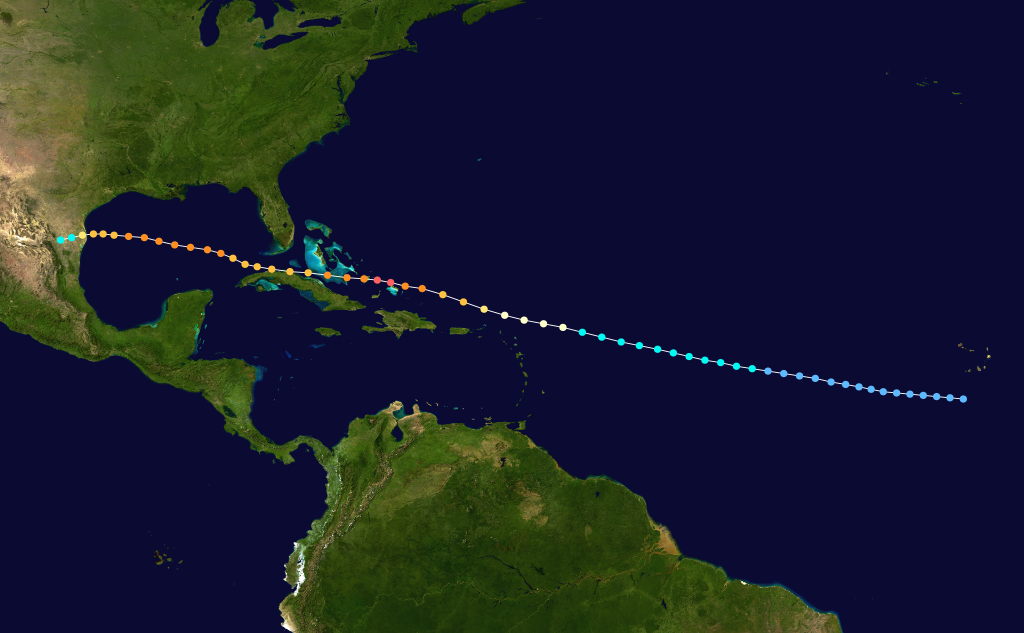
Percorso dell'uragano.

Inizialmente, si riteneva che l'uragano si fosse originato come tempesta tropicale il 28 agosto 1933, ma la rianalisi dei dati presenti nell'Hurricane Databases del National Hurricane Center rivelò che la perturbazione ebbe origine il 22 agosto 1933 come depressione tropicale. Nei giorni successivi il sistema, che si era formato a sud-ovest di Capo Verde, si spostò in direzione ovest-nordovest. Divenne una tempesta tropicale il 26 agosto, mentre si trovava a metà percorso tra le piccole Antille e Capo Verde. Due giorni dopo, iniziò ad intensificarsi rapidamente e tra il 28 e il 29 agosto raggiunse lo stato di uragano tropicale; molte navi, infatti, segnalarono venti di burrasca.
Il 29 agosto l'uragano passo poco a nord delle piccole Antille e nel corso della giornata iniziò una rapida intensificazione, che portò i venti massimi sostenuti dai 90 nodi (170 km/h) della serata del 29 agosto ai 140 nodi (260 km/h) della mattinata del 31 agosto. Inoltre, si compattò come dimensioni, visto che sull'isola di Grand Turk vennero misurati venti di 90 km/h mentre l'uragano passava a nord dell'isola il 30 agosto. Alle 01:30 UTC del 31 agosto una nave nei pressi dell'isola di Mayaguana, nelle Bahamas sudorientali, riportò una pressione barometrica di 930 mbar, la minima registrata per questo uragano, e venti intensi. Tale pressione solitamente è associata a venti di 130 nodi (240 km/h), ma considerando le ridotte dimensioni della tempesta e il fatto che la registrazione non fosse stata fatta nell'occhio dell'uragano, nella revisione dei dati i venti sostenuti sono stati stimati sui 260 km/h. Questo ha, pertanto, portato a classificare l'uragano con la categoria 5 sulla scala Saffir-Simpson.
Dopo aver mantenuto venti di picco per circa 12 ore, l'uragano iniziò ad indebolirsi mentre attraversava le Bahamas meridionali. Intorno alle 12:00 UTC del 1º settembre, l'uragano approdò nel nord di Cuba vicino a Sagua la Grande, con venti di circa 190 km/h e quindi di categoria 3. L'occhio si spostò lungo la costa settentrionale di Cuba, passando per la città di Matanzas, per poi attraversare gli stretti della Florida. La sera del 1º settembre l'uragano passò a circa 26 km a nord de L'Avana, dove venne registrata una pressione barometrica di 979 mbar, mentre a Key West vennero riportati venti di 68 km/h da est. Dopo essere entrato nel golfo del Messico, l'uragano si rafforzò e una nave segnalò una pressione barometrica di 948 mbar verso la sera del 2 settembre; da ciò vennero stimati venti sostenuti di circa 120 nodi (220 km/h). L'uragano virò verso ovest il 3 settembre e, nell'avvicinarsi al Texas meridionale, si indebolì leggermente mentre decelerava. Alle 04:00 UTC del 5 settembre l'uragano approdò a South Padre Island nel Texas meridionale, con venti stimati a 205 km/h. L'occhio passò poco a nord della città texana di Brownsville, dove venne registrata una pressione barometrica di 949 mbar, valore che portò a una stima di 940 mbar di pressione nell'occhio e venti sostenuti di circa 110 nodi (200 km/h) L'uragano si indebolì rapidamente mentre proseguiva sulla terraferma nel Messico nord-orientale, dissipandosi la stessa sera del 5 settembre.

## Impatto

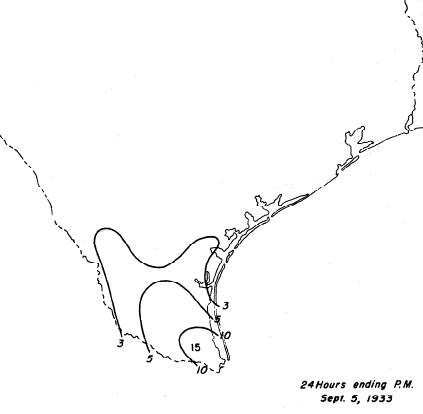
Quantitativo di pioggia caduta sul Texas il 5 settembre 1933.

Durante il suo percorso, l'uragano causò la morte di 179 persone complessivamente nelle isole Turks e Caicos, a Cuba e nel sud del Texas. Dopo aver percorso l'oceano Atlantico, l'uragano colpì prima le isole Turks e Caicos, producendo venti di 87 km/h e una pressione barometrica di 996 mbar registrati a Grand Turk.
Prima che l'uragano raggiungesse Cuba, le autorità locali avevano avvertito dell'imminente tempesta e i militari avevano allertato la popolazione a rimanere in casa. Circa 4000 persone vennero evacuate dalla città costiera di Isabela con un treno speciale che effettuò tre viaggi. A L'Avana i titolari di attività commerciali misero in sicurezza le loro proprietà in previsione dell'arrivo della tempesta. La maggior parte delle morti causate dall'uragano si ebbe lungo la costa settentrionale dell'isola, dove spiravano venti di oltre 185 km/h, mentre a L'Avana vennero registrati venti con picchi di 151 km/h. I forti venti causarono notevoli danni, abbattendo linee elettriche, sradicando alberi e scoperchiando case. Le onde di tempesta, allagarono sei isolati della capitale cubana con fino a 1,2 m di acqua. A Cárdenas, situata ad est de L'Avana, le onde di tempesta distrussero l'acquedotto, lasciando la città senz'acqua, mentre venne gravemente danneggiata l'industria locale dello zucchero. I notiziari riportarono che una cittadina costiera a circa 32 km a est di Cárdenas era stata "praticamente rasa al suolo dalla tempesta". A Cienfuegos, lungo la costa meridionale, l'uragano causò la distruzione di molte navi e moli, e un aereo della Pan Am andò distrutto. Venne stimato che circa 100000 persone fossero rimaste senza casa, molte delle quali senza cibo o forniture mediche; inoltre, i primi bollettini riportavano circa un centinaio di morti e un numero di feriti che andava dai 600 ai 1000. I danni furono stimati in 11 milioni di dollari e un rapporto pubblicato nel 2003 indicò che ci furono circa 70 morti a Cuba. Dopo la tempesta, gli agenti di polizia furono schierati per mantenere l'ordine e prevenire i saccheggi.
Mentre l'uragano passava attraverso le isole meridionale delle Bahamas nella tarda notte del 30 agosto, lo US Weather Bureau emise avvisi di tempesta per la Florida meridionale. Due giorni dopo, mentre la tempesta colpiva Cuba, vennero registrati venti massimi di 68 km/h a Key West. I venti causarono pochi danni; tuttavia, le onde alte causarono alcuni danni, invasero le strade, affondarono anche una barca e uccisero tre persone.
La mattina di sabato 2 settembre l'ufficio distrettuale dell'US Weather Bureau diramò un avviso a tutte le stazioni meteorologiche lungo la costa del Texas, dichiarando che era "incerto dove la tempesta tropicale presente nel golfo avrebbe raggiunto la linea costiera", invitando ad allertare tutte le persone di stare lontane dai luoghi inaccessibili sulla costa del Texas per tutto il fine settimana. Si trattò di un'allerta precoce, poiché il lunedì successivo era il Labor Day e molta gente si preparava a trascorrerlo nei luoghi di villeggiatura. Infatti, un funzionario del Weather Bureau di Corpus Christi stimò che questa allerta precoce avesse contribuito a salvare migliaia di vite tra quelle che avrebbero passato il fine settimana nei luoghi dove effettivamente l'uragano approdò. Nella tarda serata del 3 settembre venne emanato un'allerta uragano tra Corpus Christi e Freeport ed avvisi di tempesta per altre località lungo la costa del Texas. La mattina del 4 settembre, quando fu più chiaro il percorso dell'uragano, l'allerta uragano venne spostata tra Corpus Christi e Brownsville. A Corpus Christi venne dichiarata la legge marziale prima che la tempesta colpisse, venne ordinata l'evacuazione dei residenti nelle aree basse, vennero aperti i rifugi e molte attività chiusero.
Quando l'uragano approdò, a Brownsville venne riportata una pressione barometrica di 949 mbar e venti con raffiche fino a 201 km/h. Vennero segnalate anche onde di marea lungo la costa più alte del normale, che portarono al danneggiamento di barche e di moli. La strada rialzata che collegava l'isola del Padre alla terraferma andò distrutta e si aprirono svariate brecce nell'isola, lunghe fino a un miglio. La tempesta scaricò forti piogge dal Texas meridionale attraverso il Messico nord-orientale, raggiungendo il picco di oltre 380 mm in una stazione vicino a Mercedes (Texas). Venne successivamente osservato che le piogge torrenziali causate da questo uragano e dai due precedenti portarono ad un significativo aumento delle specie di farfalle tropicali in tutta l'area. Nella valle del Rio Grande la pioggia e i forti venti distrussero il 90% circa del raccolto di agrumi. Complessivamente, l'uragano causò danni per 12 milioni di dollari e 40 morti. Non vennero segnalate vittime a Corpus Christi né a Brownsville, e ciò venne attribuito alle allerte emanate preventivamente. Molti proprietari di attività commerciali inviarono delle lettere di protesta alla sede centrale del Weather Bureau per lamentare le mancate entrate economiche causate dalle allerte; tuttavia, l'ufficio stabilì che le evacuazioni e gli avvertimenti erano giustificati dalla minaccia dell'uragano.